# 櫛羊齒屬
櫛羊齒屬（學名：Pecopteris），又名梳齒蕨屬、櫛蕨屬，是合囊蕨科下已滅絕的一個屬，為一類生長在沼澤地區的蕨類。最早出現於晚泥盆紀，在石炭紀賓夕法尼亞世時期最為繁盛，最終於二疊紀初滅絕。其化石分布於全世界，以其葉片的化石最為廣泛常見。
櫛羊齒的學名"Pecopteris"是來自於希臘文pekin（意指「梳子(櫛)」），以及另一希臘字pteris（意指「蕨類(羊齒植物)」），因為櫛羊齒的小葉為像梳子上的齒排列的形式而得名。

## 特徵
櫛羊齒具有小齒狀的大型羽狀複葉。葉脈簡單，通常是由中間葉脈和與其垂直的副葉脈組成。典型植株高度為4公尺。

## 物種
截至1997年，已有250~300個物種被分配到本屬之下。

## 圖片

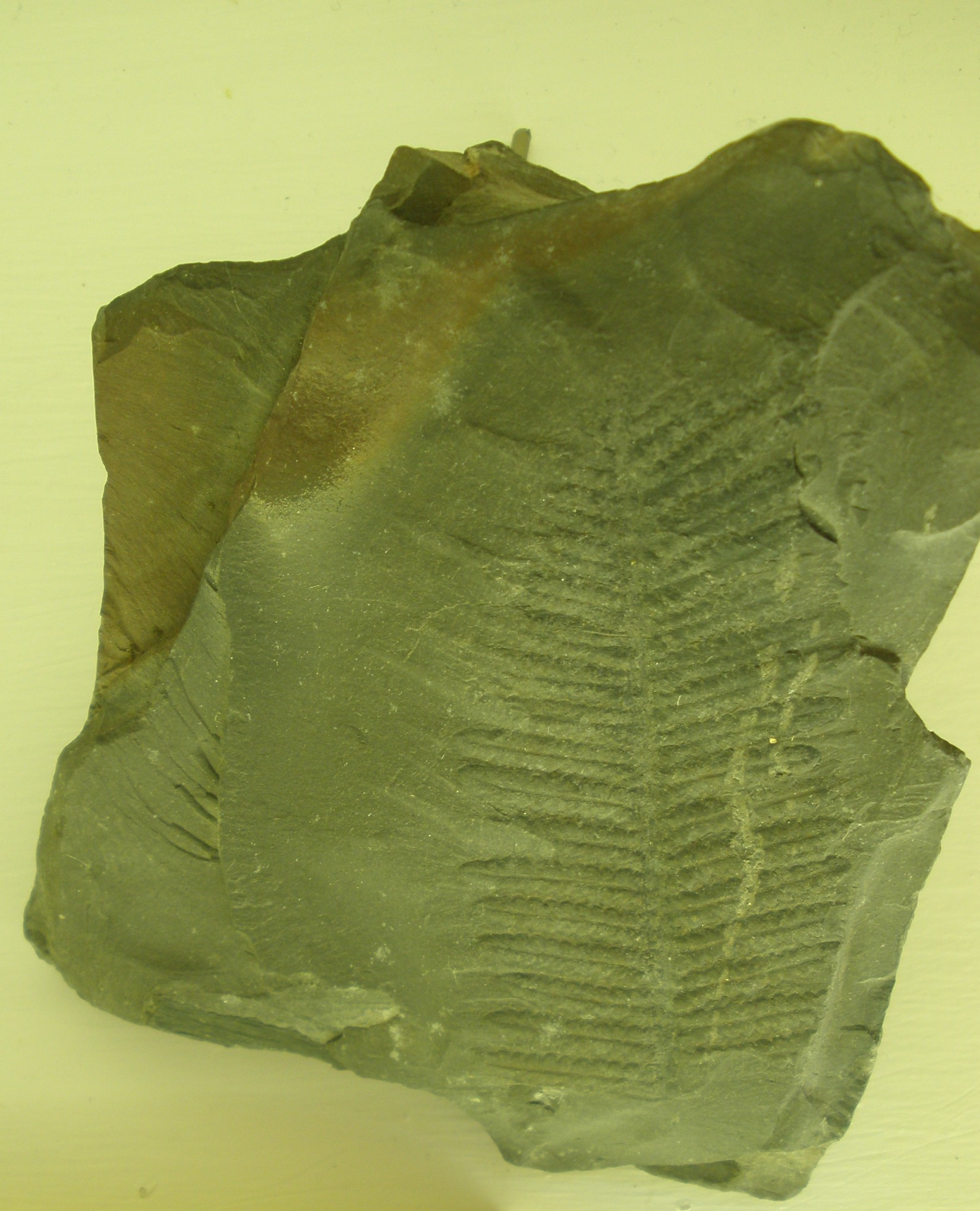
Pecopteris unita的化石
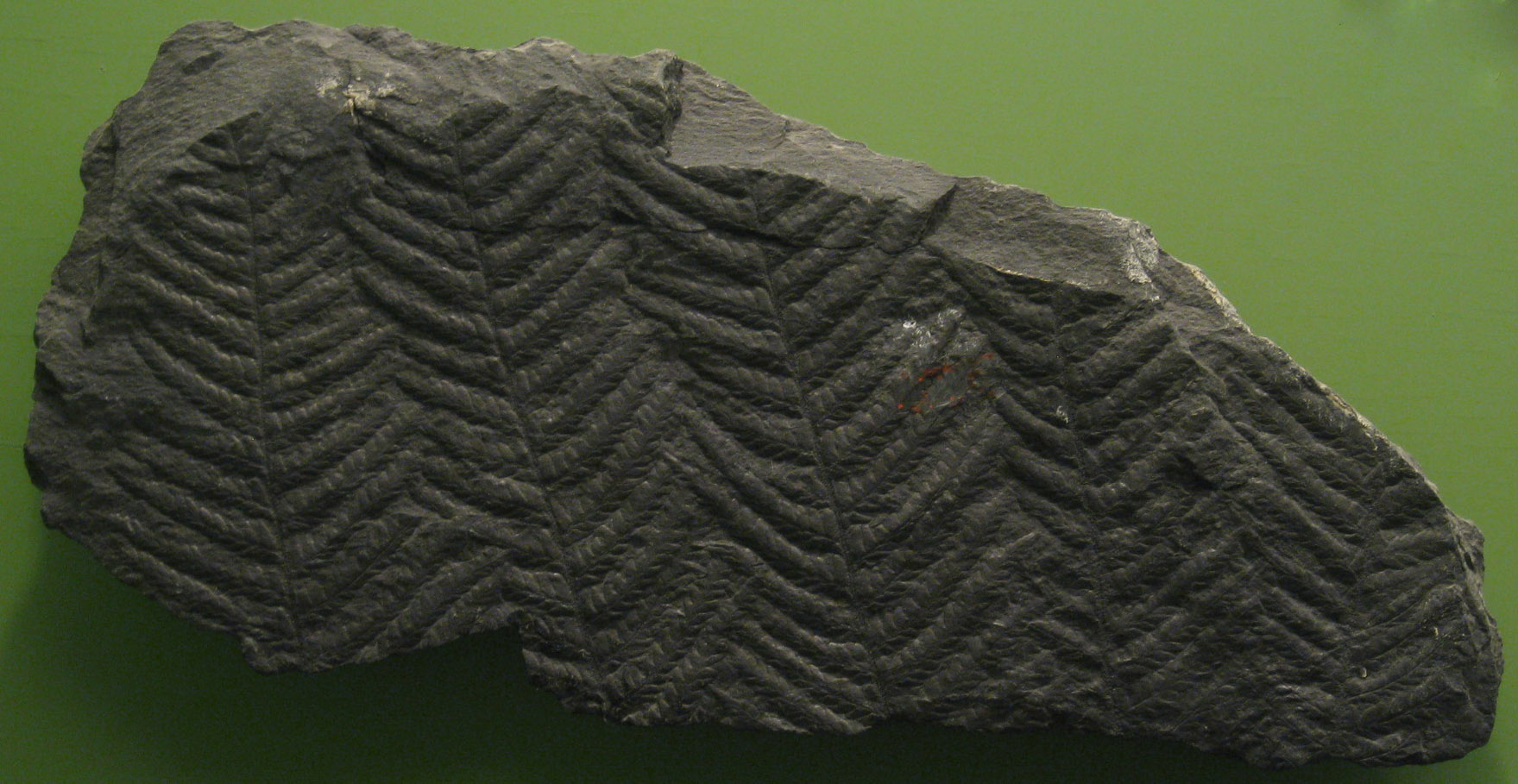
於賓夕法尼亞州立博物館（英语：State Museum of Pennsylvania）展出的櫛羊齒化石
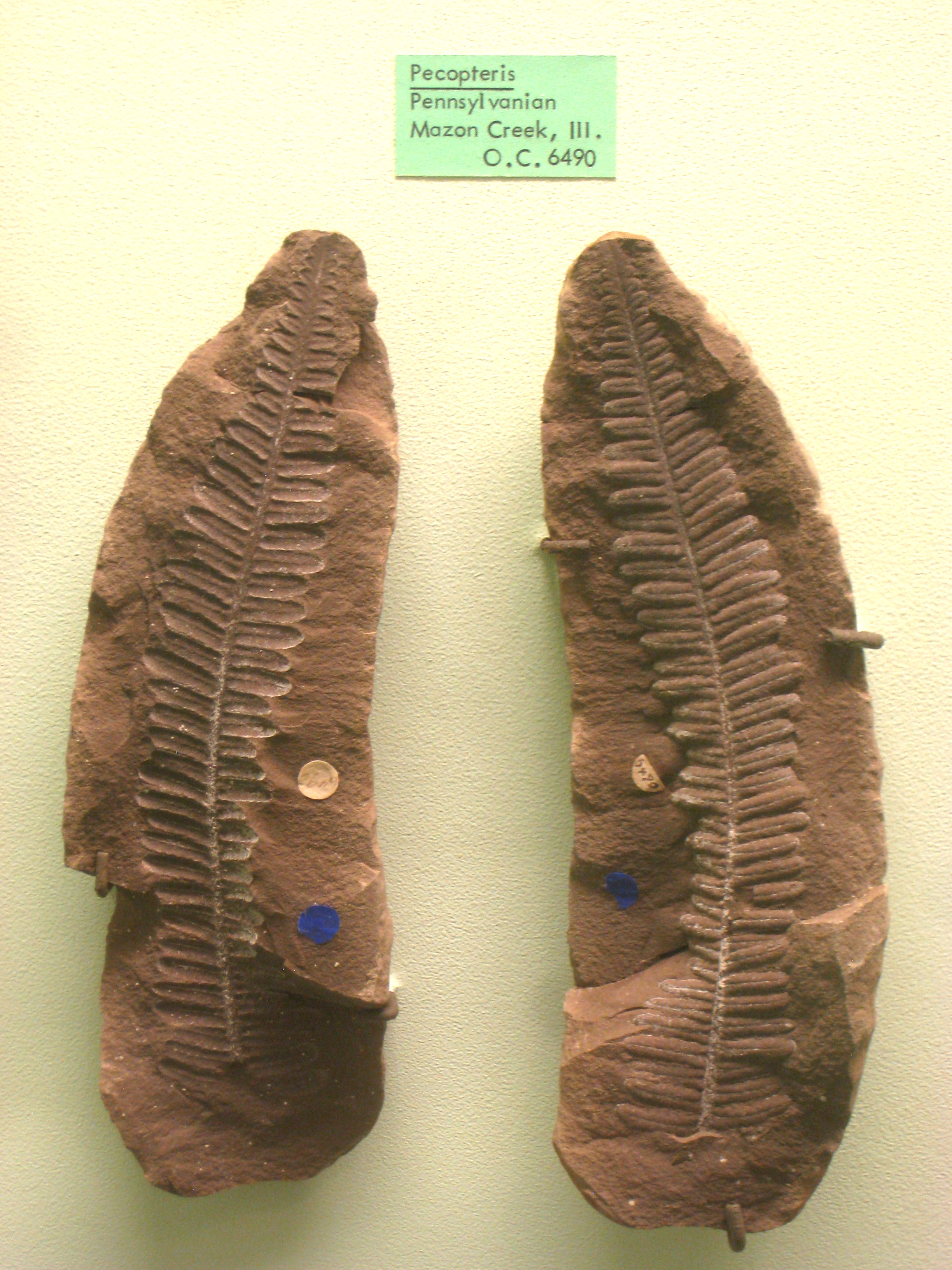
安娜堡密西根大學自然歷史博物館中的櫛羊齒化石

## 外部連結
维基共享资源上的相關多媒體資源：櫛羊齒屬